# Mamadou Dia
Mamadou Dia (Kombolé, 18 luglio 1910 – Dakar, 25 gennaio 2009) è stato un politico senegalese.
È stato il primo Primo ministro del Senegal, in carica dal maggio 1957 al dicembre 1962.
Nel 1962 è stato arrestato con l'accusa di aver complottato un colpo di Stato ai danni del Presidente Léopold Sédar Senghor. Rimase in prigione fino al 1974. Negli anni '80 ritornò alla carriera politica con scarsi risultati.
È morto a Dakar all'età di 98 anni.